# Duzina mizerabilă: misiunea următoare
The Dirty Dozen: Next Mission (Duzina mizerabilă: misiunea următoare) este un film de război din 1985 produs pentru televiziune. Este regizat de Andrew V. McLaglen și îi reunește pe Lee Marvin, Ernest Borgnine și Richard Jaeckel la 18 ani după filmul original de război de succes.

## Distribuție
- Lee Marvin - Major John Reisman
- Ernest Borgnine - Major General Sam Worden
- Richard Jaeckel - Sergeant Clyde Bowren
- Ken Wahl - Louis Valentine
- Sonny Landham - Sam Sixkiller
- Larry Wilcox - Tommy Wells
- Ricco Ross - Arlen Dregors
- Gavan O'Herlihy - Conrad E. Perkins
- Jay Benedict - Didier Le Clair
- Stephen Hattersley - Otto Deutsch
- Rolf Saxon - Robert E. Wright
- Wolf Kahler - General Sepp Dietrich
- Bruce Boa - a US Colonel
- Don Fellows - General Trent Tucker
- Michael Sheard - Adolf Hitler